# Röplabda a 2016. évi nyári olimpiai játékokon
A 2016. évi nyári olimpiai játékokon a röplabdatornákat augusztus 6. és augusztus 21. között rendezték. Férfiak és nők számára egyaránt volt teremröplabda- és strandröplabda-torna, így összesen négy versenyszámot rendeztek. Mind a férfi, mind a női teremröplabda-tornán 144-144 sportoló (12-12 csapat), míg a férfi, illetve a női strandröplabda-tornán 48-48 sportoló (24-24 csapat) vett részt.

## Eseménynaptár
| 1–5 | A csoportkör fordulói | Nd. | Negyeddöntők | Ed. | Elődöntők | H | Helyosztók |

| aug.                | 6  | 7  | 8  | 9  | 10 | 11 | 12 | 13 | 14 | 15 | 16  | 17  | 18  | 19  | 20 | 21 |
| ------------------- | -- | -- | -- | -- | -- | -- | -- | -- | -- | -- | --- | --- | --- | --- | -- | -- |
| Férfi teremröplabda |    | 1. |    | 2. |    | 3. |    | 4. |    | 5. |     | Nd. |     | Ed. |    | H  |
| Női teremröplabda   | 1. |    | 2. |    | 3. |    | 4. |    | 5. |    | Nd. |     | Ed. |     | H  |    |

| Cs | Csoportkör mérkőzései | H | Harmadik helyezettek mérkőzései | Nyd. | Nyolcaddöntők | Nd. | Negyeddöntők | Ed. | Elődöntők | H | Helyosztók |

| aug.                 | 6  | 7  | 8  | 9  | 10 | 11 | 11 | 12   | 13   | 14  | 15  | 16  | 17 | 18 |
| -------------------- | -- | -- | -- | -- | -- | -- | -- | ---- | ---- | --- | --- | --- | -- | -- |
| Férfi strandröplabda | Cs | Cs | Cs | Cs | Cs | Cs | H  | Nyd. | Nyd. |     | Nd. | Ed. |    | H  |
| Női strandröplabda   | Cs | Cs | Cs | Cs | Cs | Cs | H  | Nyd. | Nyd. | Nd. |     | Ed. | H  |    |

## Éremtáblázat
(A táblázatokban az egyes számoszlopok legmagasabb értéke vagy értékei vastagítással kiemelve.)
| A 2016. évi nyári olimpiai játékok éremtáblázata röplabdában | A 2016. évi nyári olimpiai játékok éremtáblázata röplabdában | A 2016. évi nyári olimpiai játékok éremtáblázata röplabdában | A 2016. évi nyári olimpiai játékok éremtáblázata röplabdában | A 2016. évi nyári olimpiai játékok éremtáblázata röplabdában | Olimpia  |
| ------------------------------------------------------------ | ------------------------------------------------------------ | ------------------------------------------------------------ | ------------------------------------------------------------ | ------------------------------------------------------------ | -------- |
|                                                              | Ország                                                       | Arany                                                        | Ezüst                                                        | Bronz                                                        | Összesen |
| 1.                                                           | Brazília (BRA)                                               | 2                                                            | 1                                                            | 0                                                            | 3        |
| 2.                                                           | Kína (CHN)                                                   | 1                                                            | 0                                                            | 0                                                            | 1        |
| 2.                                                           | Németország (GER)                                            | 1                                                            | 0                                                            | 0                                                            | 1        |
|                                                              |                                                              |                                                              |                                                              |                                                              |          |
| 4.                                                           | Olaszország (ITA)                                            | 0                                                            | 2                                                            | 0                                                            | 2        |
| 5.                                                           | Szerbia (SRB)                                                | 0                                                            | 1                                                            | 0                                                            | 1        |
|                                                              |                                                              |                                                              |                                                              |                                                              |          |
| 6.                                                           | Egyesült Államok (USA)                                       | 0                                                            | 0                                                            | 3                                                            | 3        |
| 7.                                                           | Hollandia (NED)                                              | 0                                                            | 0                                                            | 1                                                            | 1        |
|                                                              |                                                              |                                                              |                                                              |                                                              |          |
| Összesen                                                     | Összesen                                                     | 4                                                            | 4                                                            | 4                                                            | 12       |

## Érmesek

### Férfi teremröplabda
| A 2016. évi nyári olimpiai játékok érmesei férfi röplabdában | A 2016. évi nyári olimpiai játékok érmesei férfi röplabdában | A 2016. évi nyári olimpiai játékok érmesei férfi röplabdában | A 2016. évi nyári olimpiai játékok érmesei férfi röplabdában |
| --- | --- | --- | ------------------------------------------------------------ |
| Arany | Ezüst | Bronz |                                                              |
| Brazília (BRA) | Olaszország (ITA) | Egyesült Államok (USA) |                                                              |
| William Arjona Éder Carbonera Wallace de Souza Luiz Felipe Fonteles Evandro Guerra Ricardo Lucarelli Souza Bruno Rezende Lucas Saatkamp Sérgio Santos Maurício Silva Douglas Souza Maurício Souza | Oleg Antonov Emanuele Birarelli Simone Buti Massimo Colaci Simone Giannelli Osmany Juantorena Filippo Lanza Matteo Piano Salvatore Rossini Pasquale Sottile Luca Vettori Ivan Zaytsev | Matt Anderson Micah Christenson Maxwell Holt Thomas Jaeschke David Lee William Priddy Aaron Russell Taylor Sander Erik Shoji Kawika Shoji David Smith Murphy Troy |                                                              |

### Női teremröplabda
| A 2016. évi nyári olimpiai játékok érmesei női röplabdában | A 2016. évi nyári olimpiai játékok érmesei női röplabdában | A 2016. évi nyári olimpiai játékok érmesei női röplabdában | A 2016. évi nyári olimpiai játékok érmesei női röplabdában |
| --- | --- | --- | ---------------------------------------------------------- |
| Arany | Ezüst | Bronz |                                                            |
| Kína (CHN) | Szerbia (SRB) | Egyesült Államok (USA) |                                                            |
| Ting Hszia (Ding Xia) Kung Hsziang-jü (Gong Xiangyu) Huj Zso-csi (Hui Ruoqi) Lin Li Liu Hsziao-tung (Liu Xiaotong) Ven Csiu-jüe (Wei Qiuyue) Hszü Jün-li (Xu Yunli) Jen Ni (Yan Ni) Jang Fang-hszü (Yang Fangxu) Jüan Hszin-jüe (Yuan Xinyue) Csang Csang-ning (Zhang Changning) Csu Ting (Zhu Ting) | Tijana Bošković Jovana Brakočević Bianka Buša Tijana Malešević Brankica Mihajlović Jelena Nikolić Maja Ognjenović Silvija Popović Milena Rašić Jovana Stevanović Stefana Veljković Bojana Živković | Rachael Adams Foluke Akinradewo Kayla Banwarth Alisha Glass Christa Harmotto Kimberly Hill Jordan Larson Carli Lloyd Karsta Lowe Kelly Murphy Kelsey Robinson Courtney Thompson |                                                            |

### Férfi strandröplabda
| A 2016. évi nyári olimpiai játékok érmesei férfi strandröplabdában | A 2016. évi nyári olimpiai játékok érmesei férfi strandröplabdában | A 2016. évi nyári olimpiai játékok érmesei férfi strandröplabdában | A 2016. évi nyári olimpiai játékok érmesei férfi strandröplabdában |
| ------------------------------------------------------------------ | ------------------------------------------------------------------ | ------------------------------------------------------------------ | ------------------------------------------------------------------ |
| Arany                                                              | Ezüst                                                              | Bronz                                                              |                                                                    |
| Brazília (BRA) · Alison Cerutti · Bruno Oscar Schmidt              | Olaszország (ITA) · Daniele Lupo · Paolo Nicolai                   | Hollandia (NED) · Alexander Brouwer · Robert Meeuwsen              |                                                                    |

### Női strandröplabda
| A 2016. évi nyári olimpiai játékok érmesei női strandröplabdában | A 2016. évi nyári olimpiai játékok érmesei női strandröplabdában | A 2016. évi nyári olimpiai játékok érmesei női strandröplabdában | A 2016. évi nyári olimpiai játékok érmesei női strandröplabdában |
| ---------------------------------------------------------------- | ---------------------------------------------------------------- | ---------------------------------------------------------------- | ---------------------------------------------------------------- |
| Arany                                                            | Ezüst                                                            | Bronz                                                            |                                                                  |
| Németország (GER) · Laura Ludwig · Kira Walkenhorst              | Brazília (BRA) · Ágatha Bednarczuk · Bárbara Seixas              | Egyesült Államok (USA) · April Ross · Kerri Walsh Jennings       |                                                                  |